# Scypholanceola
Scypholanceola är ett släkte av kräftdjur. Scypholanceola ingår i familjen Lanceolidae.
Kladogram enligt Catalogue of Life:
| Scypholanceola | \| \| Scypholanceola aestiva \| \| \| \| \| \| Scypholanceola vanhoeffeni \| \| \| \| |
|                | \| \| Scypholanceola aestiva \| \| \| \| \| \| Scypholanceola vanhoeffeni \| \| \| \| |
|                | Lanceola                                                                              |
|                |                                                                                       |
|                | Megalanceola                                                                          |
|                |                                                                                       |
|                | Metalanceola                                                                          |
|                |                                                                                       |
|                | Paralanceola                                                                          |
|                |                                                                                       |
|                | Prolanceola                                                                           |
|                |                                                                                       |
|                | Scypholanceola aestiva                                                                |
|                |                                                                                       |
|                | Scypholanceola vanhoeffeni                                                            |
|                |                                                                                       |

|  | Scypholanceola aestiva     |
|  |                            |
|  | Scypholanceola vanhoeffeni |
|  |                            |